# زيتوناك (مقاطعة فسا)
زيتوناك (بالإنجليزية: Mazraeh-ye Zeytunak)‏ هي human-geographic territorial entity تقع في فارس في إيران. يقدر عدد سكانها بـ 110 نسمة .